# Metacirolana convexissima
Metacirolana convexissima är en kräftdjursart som först beskrevs av Brian Frederick Kensley1984.  Metacirolana convexissima ingår i släktet Metacirolana och familjen Cirolanidae. Inga underarter finns listade i Catalogue of Life.